# Screen Actors Guild Award/Beste Darstellerin in einer Comedyserie

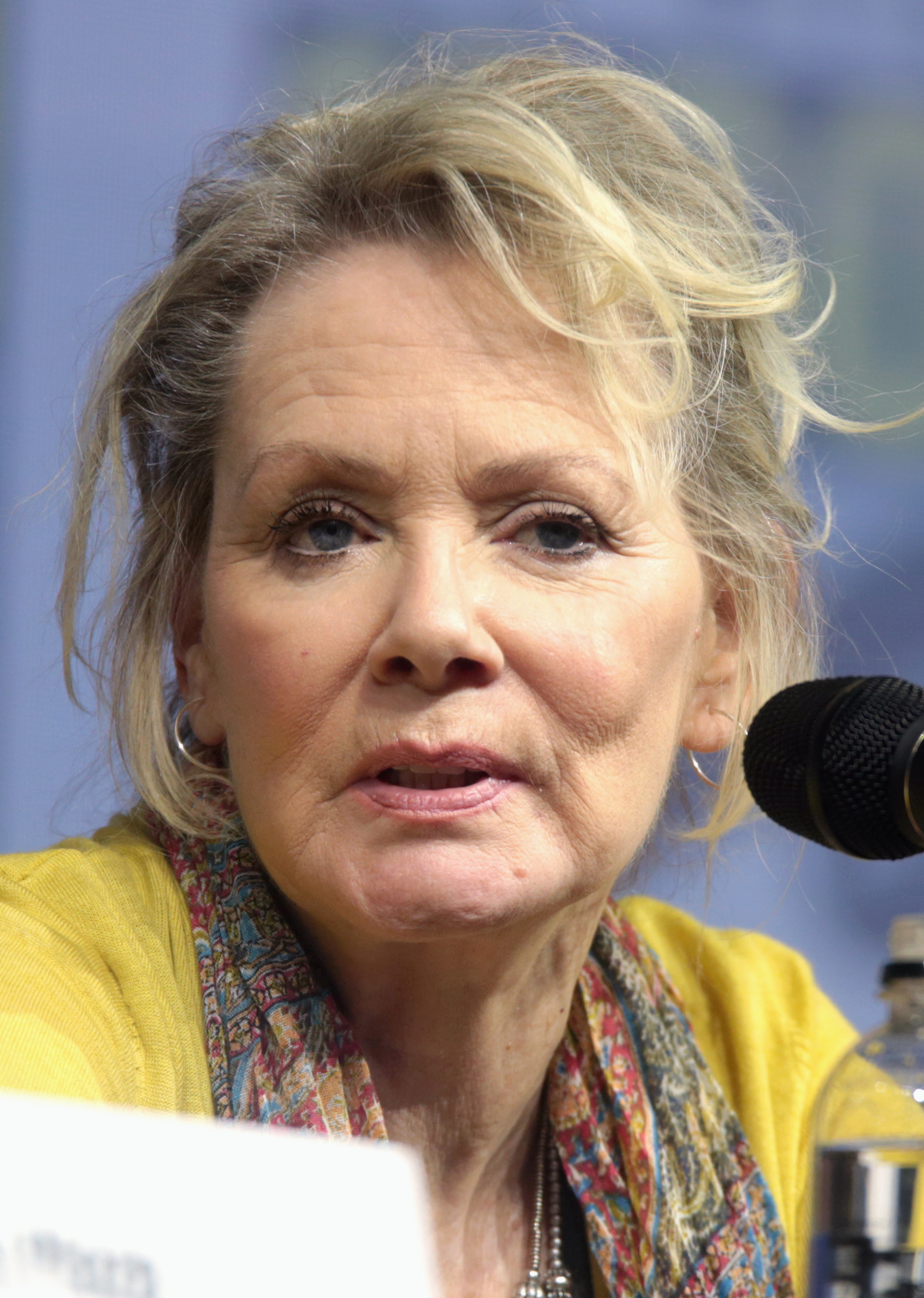
Preisträgerin 2025: Jean Smart (Hacks)

Der Screen Actors Guild Award in der Kategorie Bester Darstellerin in einer Comedyserie (Originalbezeichnung: Outstanding Performance by a Female Actor in a Comedy Series) ist eine der Auszeichnungen, die jährlich in den Vereinigten Staaten von der Screen Actors Guild, einer Gewerkschaft von Schauspielern, verliehen werden. Sie richtet sich an Schauspielerinnen, die eine hervorragende Leistung in einer Haupt- oder Nebenrolle in einer Comedy-Fernsehserie erbracht haben. Die Kategorie wurde 1995 ins Leben gerufen. Die Gewinner werden in einer geheimen Abstimmung durch die Vollmitglieder der Gewerkschaft ermittelt.

## Statistik

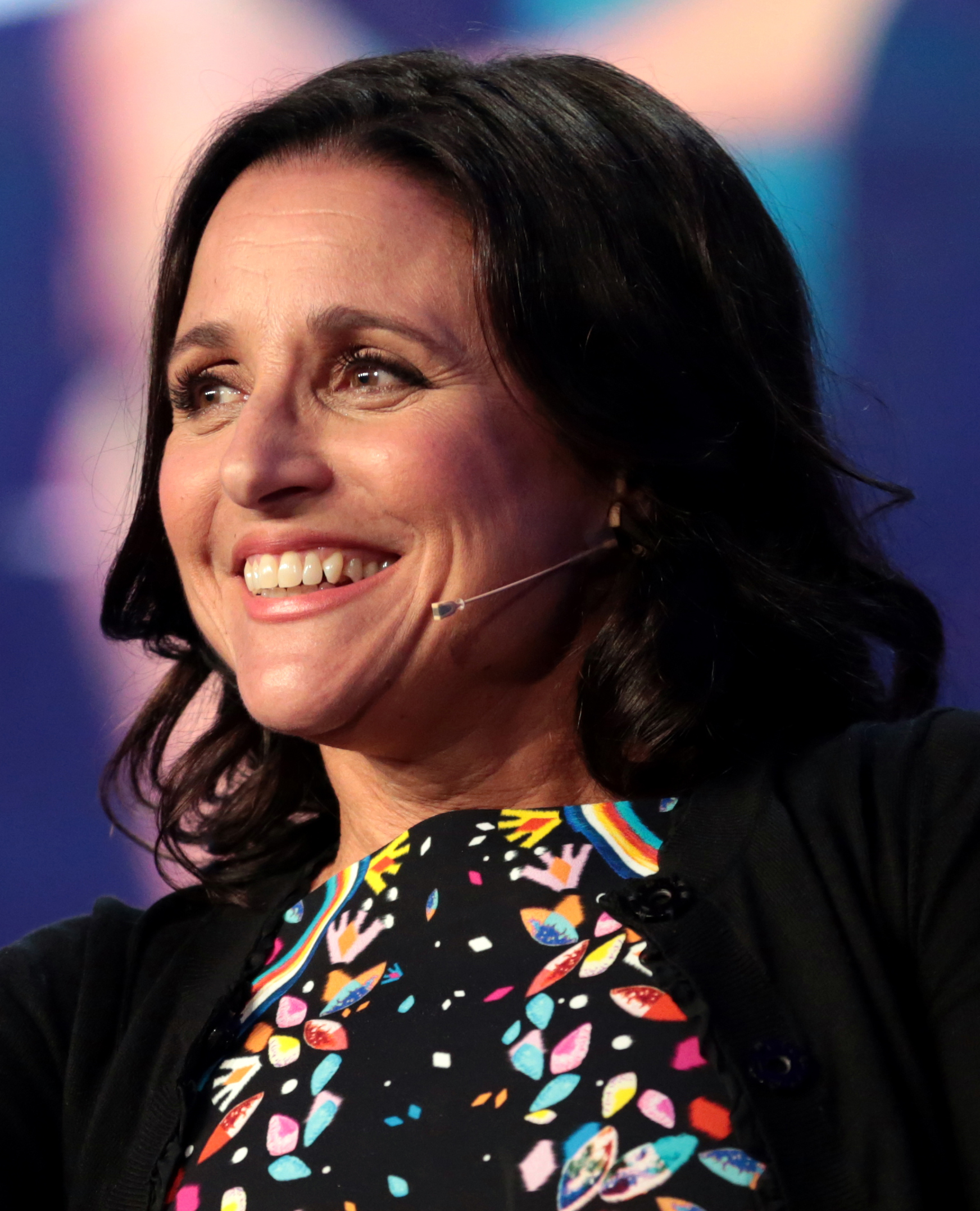
Fünfmalige Siegerin: Julia Louis-Dreyfus (2017)

Die Kategorie Beste Darstellerin in einer Comedyserie wurde zur ersten Verleihung im Februar 1995 geschaffen. Seitdem wurden an 18 verschiedene Schauspielerinnen eine Gesamtanzahl von 31 Preisen in dieser Kategorie verliehen. Die erste Preisträgerin war Helen Hunt, die 1995 für ihre Rolle als Jamie Buchman in der NBC-Sitcom Verrückt nach dir ausgezeichnet wurde. Die bisher letzte Preisträgerin war Jean Smart, die 2025 für ihre Rolle als Deborah Vance in der Max-Dramedy Hacks geehrt wurde.
Älteste Gewinnerin mit 90 Jahren war 2012 die US-Amerikanerin Betty White (Hot in Cleveland); älteste nominierte Schauspielerin mit 91 Jahren 2013 ebenfalls Betty White (Hot in Cleveland). Jüngste Gewinnerin mit 22 Jahren war 2007 die US-Amerikanerin America Ferrera (Ugly Betty); jüngste nominierte Schauspielerin mit 20 Jahren 2023 ihre Landsfrau Jenna Ortega (Wednesday).
| Statistik                          | Schauspielerin      | Anzahl | Jahre                                                                       |
| ---------------------------------- | ------------------- | ------ | --------------------------------------------------------------------------- |
| Häufigste Auszeichnungen           | Julia Louis-Dreyfus | 05     | 1997, 1998, 2014, 2017, 2018                                                |
| Häufigste Nominierungen (* = Sieg) | Julia Louis-Dreyfus | 12     | 1995, 1996, 1997*, 1998*, 1999, 2007, 2010, 2014*, 2015, 2016, 2017*, 2018* |
| Häufigste Nominierungen ohne Sieg  | Edie Falco          | 07     | 2010, 2011, 2012, 2013, 2014, 2015, 2016                                    |

## Gewinner und Nominierte
Die unten aufgeführten Fernsehserien werden mit ihrem deutschen Ausstrahlungstitel (sofern ermittelbar) angegeben, danach folgt in Klammern in kursiver Schrift der fremdsprachige Originaltitel. Die Nennung des Originaltitels entfällt, wenn deutscher und fremdsprachiger Filmtitel identisch sind. Die Gewinner stehen hervorgehoben in fetter Schrift an erster Stelle.

### 1995–2000
1995
Helen Hunt – Verrückt nach dir (Mad About You)
Roseanne Barr – Roseanne
Candice Bergen – Murphy Brown
Ellen DeGeneres – Ellen
Julia Louis-Dreyfus – Seinfeld
1996
Christine Baranski – Cybill
Candice Bergen – Murphy Brown
Helen Hunt – Verrückt nach dir (Mad About You)
Lisa Kudrow – Friends
Julia Louis-Dreyfus – Seinfeld
1997
Julia Louis-Dreyfus – Seinfeld
Christine Baranski – Cybill
Ellen DeGeneres – Ellen
Helen Hunt – Verrückt nach dir (Mad About You)
Kristen Johnston – Hinterm Mond gleich links (3rd Rock from the Sun)
1998
Julia Louis-Dreyfus – Seinfeld
Kirstie Alley – Veronica (Veronica’s Closet)
Ellen DeGeneres – Ellen
Calista Flockhart – Ally McBeal
Helen Hunt – Verrückt nach dir (Mad About You)
1999
Tracey Ullman – Tracey Takes On…
Lisa Kudrow – Friends
Julia Louis-Dreyfus – Seinfeld
Calista Flockhart – Ally McBeal
Amy Pietz – Caroline in the City
2000
Lisa Kudrow – Friends
Calista Flockhart – Ally McBeal
Lucy Liu – Ally McBeal
Sarah Jessica Parker – Sex and the City
Tracey Ullman – Tracey Takes On…

### 2001–2010
2001
Sarah Jessica Parker – Sex and the City
Calista Flockhart – Ally McBeal
Jane Kaczmarek – Malcolm mittendrin (Malcolm in the Middle)
Debra Messing – Will & Grace
Megan Mullally – Will & Grace
2002
Megan Mullally – Will & Grace
Jennifer Aniston – Friends
Kim Cattrall – Sex and the City
Patricia Heaton – Alle lieben Raymond (Everybody Loves Raymond)
Sarah Jessica Parker – Sex and the City
2003
Megan Mullally – Will & Grace
Jennifer Aniston – Friends
Kim Cattrall – Sex and the City
Patricia Heaton – Alle lieben Raymond (Everybody Loves Raymond)
Jane Kaczmarek – Malcolm mittendrin (Malcolm in the Middle)
2004
Megan Mullally – Will & Grace
Patricia Heaton – Alle lieben Raymond (Everybody Loves Raymond)
Lisa Kudrow – Friends
Debra Messing – Will & Grace
Doris Roberts – Alle lieben Raymond (Everybody Loves Raymond)
2005
Teri Hatcher – Desperate Housewives
Patricia Heaton – Alle lieben Raymond (Everybody Loves Raymond)
Megan Mullally – Will & Grace
Sarah Jessica Parker – Sex and the City
Doris Roberts – Alle lieben Raymond (Everybody Loves Raymond)
2006
Felicity Huffman – Desperate Housewives
Candice Bergen – Boston Legal
Patricia Heaton – Alle lieben Raymond (Everybody Loves Raymond)
Megan Mullally – Will & Grace
Mary-Louise Parker – Weeds – Kleine Deals unter Nachbarn (Weeds)
2007
America Ferrera – Ugly Betty
Felicity Huffman – Desperate Housewives
Julia Louis-Dreyfus – The New Adventures of Old Christine
Megan Mullally – Will & Grace
Mary-Louise Parker – Weeds – Kleine Deals unter Nachbarn (Weeds)
Jaime Pressly – My Name Is Earl
2008
Tina Fey – 30 Rock
Christina Applegate – Samantha Who?
America Ferrera – Ugly Betty
Mary-Louise Parker – Weeds – Kleine Deals unter Nachbarn (Weeds)
Vanessa Lynn Williams – Ugly Betty
2009
Tina Fey – 30 Rock
Christina Applegate – Samantha Who?
America Ferrera – Ugly Betty
Mary-Louise Parker – Weeds – Kleine Deals unter Nachbarn (Weeds)
Tracey Ullman – Tracey Ullman’s State of the Union
2010
Tina Fey – 30 Rock
Christina Applegate – Samantha Who?
Toni Collette – Taras Welten (United States of Tara)
Edie Falco – Nurse Jackie
Julia Louis-Dreyfus – The New Adventures of Old Christine

### 2011–2020
2011
Betty White – Hot in Cleveland
Edie Falco – Nurse Jackie
Tina Fey – 30 Rock
Jane Lynch – Glee
Sofía Vergara – Modern Family
2012
Betty White – Hot in Cleveland
Julie Bowen – Modern Family
Edie Falco – Nurse Jackie
Tina Fey – 30 Rock
Sofía Vergara – Modern Family
2013
Tina Fey – 30 Rock
Edie Falco – Nurse Jackie
Amy Poehler – Parks and Recreation
Sofía Vergara – Modern Family
Betty White – Hot in Cleveland
2014
Julia Louis-Dreyfus – Veep – Die Vizepräsidentin (Veep)
Mayim Bialik – The Big Bang Theory
Julie Bowen – Modern Family
Edie Falco – Nurse Jackie
Tina Fey – 30 Rock
2015
Uzo Aduba – Orange Is the New Black
Julie Bowen – Modern Family
Edie Falco – Nurse Jackie
Julia Louis-Dreyfus – Veep – Die Vizepräsidentin (Veep)
Amy Poehler – Parks and Recreation
2016
Uzo Aduba – Orange Is the New Black
Edie Falco – Nurse Jackie
Ellie Kemper – Unbreakable Kimmy Schmidt
Julia Louis-Dreyfus – Veep – Die Vizepräsidentin (Veep)
Amy Poehler – Parks and Recreation
2017
Julia Louis-Dreyfus – Veep – Die Vizepräsidentin (Veep)
Uzo Aduba – Orange Is the New Black
Jane Fonda – Grace and Frankie
Ellie Kemper – Unbreakable Kimmy Schmidt
Lily Tomlin – Grace and Frankie
2018
Julia Louis-Dreyfus – Veep – Die Vizepräsidentin (Veep)
Uzo Aduba – Orange Is the New Black
Alison Brie – GLOW
Jane Fonda – Grace and Frankie
Lily Tomlin – Grace and Frankie
2019
Rachel Brosnahan – The Marvelous Mrs. Maisel
Alex Borstein – The Marvelous Mrs. Maisel
Alison Brie – GLOW
Jane Fonda – Grace and Frankie
Lily Tomlin – Grace and Frankie
2020
Phoebe Waller-Bridge – Fleabag
Christina Applegate – Dead to Me
Alex Borstein – The Marvelous Mrs. Maisel
Rachel Brosnahan – The Marvelous Mrs. Maisel
Catherine O’Hara – Schitt’s Creek

### 2021–2030
2021
Catherine O’Hara – Schitt’s Creek
Christina Applegate – Dead to Me
Linda Cardellini – Dead to Me
Kaley Cuoco – The Flight Attendant
Annie Murphy – Schitt’s Creek
2022
Jean Smart – Hacks
Elle Fanning – The Great
Sandra Oh – Die Professorin (The Chair)
Juno Temple – Ted Lasso
Hannah Waddingham – Ted Lasso
2023
Jean Smart – Hacks
Christina Applegate – Dead to Me
Rachel Brosnahan – The Marvelous Mrs. Maisel
Quinta Brunson – Abbott Elementary
Jenna Ortega – Wednesday
2024
Ayo Edebiri – The Bear: King of the Kitchen (The Bear)
Alex Borstein – The Marvelous Mrs. Maisel
Rachel Brosnahan – The Marvelous Mrs. Maisel
Quinta Brunson – Abbott Elementary
Hannah Waddingham – Ted Lasso
2025
Jean Smart – Hacks
Kristen Bell – Nobody Wants This
Quinta Brunson – Abbott Elementary
Liza Colón-Zayas – The Bear: King of the Kitchen (The Bear)
Ayo Edebiri – The Bear: King of the Kitchen (The Bear)